# Leptopelis mossambicus
Leptopelis mossambicus là một loài ếch thuộc họ Hyperoliidae.
Loài này có ở Malawi, Mozambique, Nam Phi, Swaziland, Zimbabwe, và có thể cả Botswana.
Môi trường sống tự nhiên của chúng là xavan khô, xavan ẩm, vùng cây bụi ẩm khu vực nhiệt đới hoặc cận nhiệt đới, đồng cỏ khô nhiệt đới hoặc cận nhiệt đới vùng đất thấp, đồng cỏ nhiệt đới hoặc cận nhiệt đới vùng ngập nước hoặc lụt theo mùa, đầm nước, đầm nước ngọt, và đầm nước ngọt có nước theo mùa.
Chúng hiện đang bị đe dọa vì mất môi trường sống.